# Třída Bainbridge
Třída Bainbridge byla třída torpédoborců námořnictva Spojených států amerických. Byla to první ze čtyř tříd tvořících první skupinu 16 amerických torpédoborců, jejich stavba byla Kongresem potvrzena roku 1898 (třídy Bainbridge, Hopkins, Lawrence a Truxtun). Celkem třídu Bainbridge tvořilo devět torpédoborců, které se dělily do skupin Bainbridge, Paul Jones a Stewart. Torpédoborce byly nasazeny za první světové války, jedna byla ve válce ztracena. Zbývající byly roku 1919 vyřazeny.

## Stavba
Program stavby prvních amerických torpédoborců vzešel z analýz nasazení nosičů torpéd v chilské občanské a čínsko-japonské válce z roku 1894 a ze zkušeností s nasazením španělských torpédoborců ve Španělsko-americké válce v roce 1898. Americké námořnictvo požadovalo plavida, která by vlastní válečné lodě chránila před nepřátelskými torpédovými čluny. Vznikla plavidla větší, než torpédový člun, ale stále relativně malá, zato rychlá a vyzbrojená rychlopalnými děly.
Kongres roku 1898 schválil stavbu série 16 torpédoborců, tehdy ještě označených jako ničitelé torpédových člunů. Stavěny byly čtyři různé konstrukce, podle kterých se první torpédoborce dělí do tříd Bainbridge, Hopkins, Lawrence a Truxtun. Samotnou třídu Bainbridge tvořilo devět plavidel postavených podle návrhu vypracovaného samotným námořnictvem. Stavbu provedly čtyři různé loděnice: skupinu Bainbridge stavěly loděnice Neafie & Levy ve Filadelfii a WR Trigg v Richmondu, skupinu Paul Jones loděnice Union Iron Works v San Franciscu a zbývající Stewart loděnice Gas Engine & Power Company & Charles L. Seabury Company v Morris Hights. Plavidla jednotlivých loděnic se svým provedením mírně lišila.
Jednotky třídy Bainbridge:
| Jméno                  | Podtřída   | Loděnice                          | Založení kýlu     | Spuštěna          | Vstup do služby    | Osud                                                                                                |
| ---------------------- | ---------- | --------------------------------- | ----------------- | ----------------- | ------------------ | --------------------------------------------------------------------------------------------------- |
| USS Bainbridge (DD-1)  | Bainbridge | Neafie & Levy                     | 15. srpna 1899    | 27. srpna 1901    | 24. listopadu 1902 | Vyřazen 1919.                                                                                       |
| USS Barry (DD-2)       | Bainbridge | Neafie & Levy                     | 2. září 1899      | 22. března 1902   | 24. listopadu 1902 | Vyřazen 1919.                                                                                       |
| USS Chuauncey (DD-3)   | Bainbridge | Neafie & Levy                     | 2. prosince 1899  | 26. října 1901    | 20. listopadu 1902 | Roku 1917 se poblíž Gibraltaru potopil po kolizi s britskou nákladní lodí SS Rose. Zemřelo 21 osob. |
| USS Dale (DD-4)        | Bainbridge | WR Trigg                          | 12. července 1899 | 24. července 1900 | 24. října 1902     | Vyřazen 1919.                                                                                       |
| USS Decatur (DD-5)     | Bainbridge | WR Trigg                          | 26. července 1899 | 26. září 1900     | 19. května 1902    | Vyřazen 1919.                                                                                       |
| USS Paul Jones (DD-10) | Paul Jones | Union Iron Works                  | 20. dubna 1899    | 14. června 1902   | 14. prosince 1903  | Vyřazen 1919.                                                                                       |
| USS Perry (DD-11)      | Paul Jones | Union Iron Works                  | 19. dubna 1899    | 27. října 1900    | 4. září 1902       | Vyřazen 1919.                                                                                       |
| USS Preble (DD-12)     | Paul Jones | Union Iron Works                  | 21. dubna 1899    | 2. března 1901    | 14. prosince 1903  | Vyřazen 1919.                                                                                       |
| USS Stewart (DD-13)    | Stewart    | Gas Engine & Power and CL Seabury | 24. ledna 1900    | 10. května 1902   | 17. prosince 1902  | Vyřazen 1919.                                                                                       |

## Konstrukce

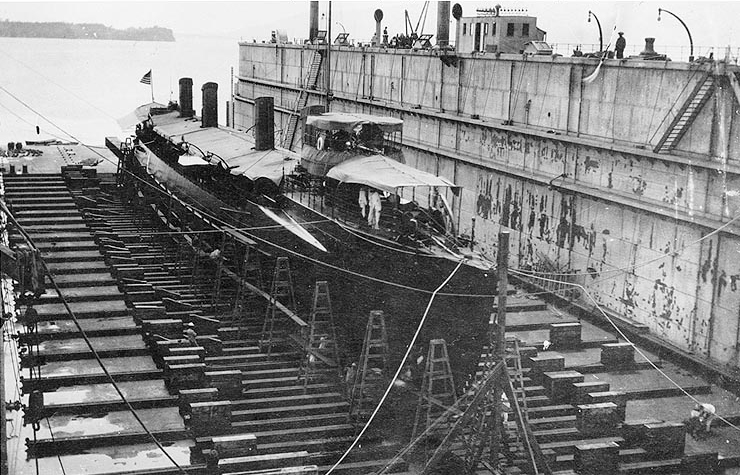
USS Chauncey (DD-3)

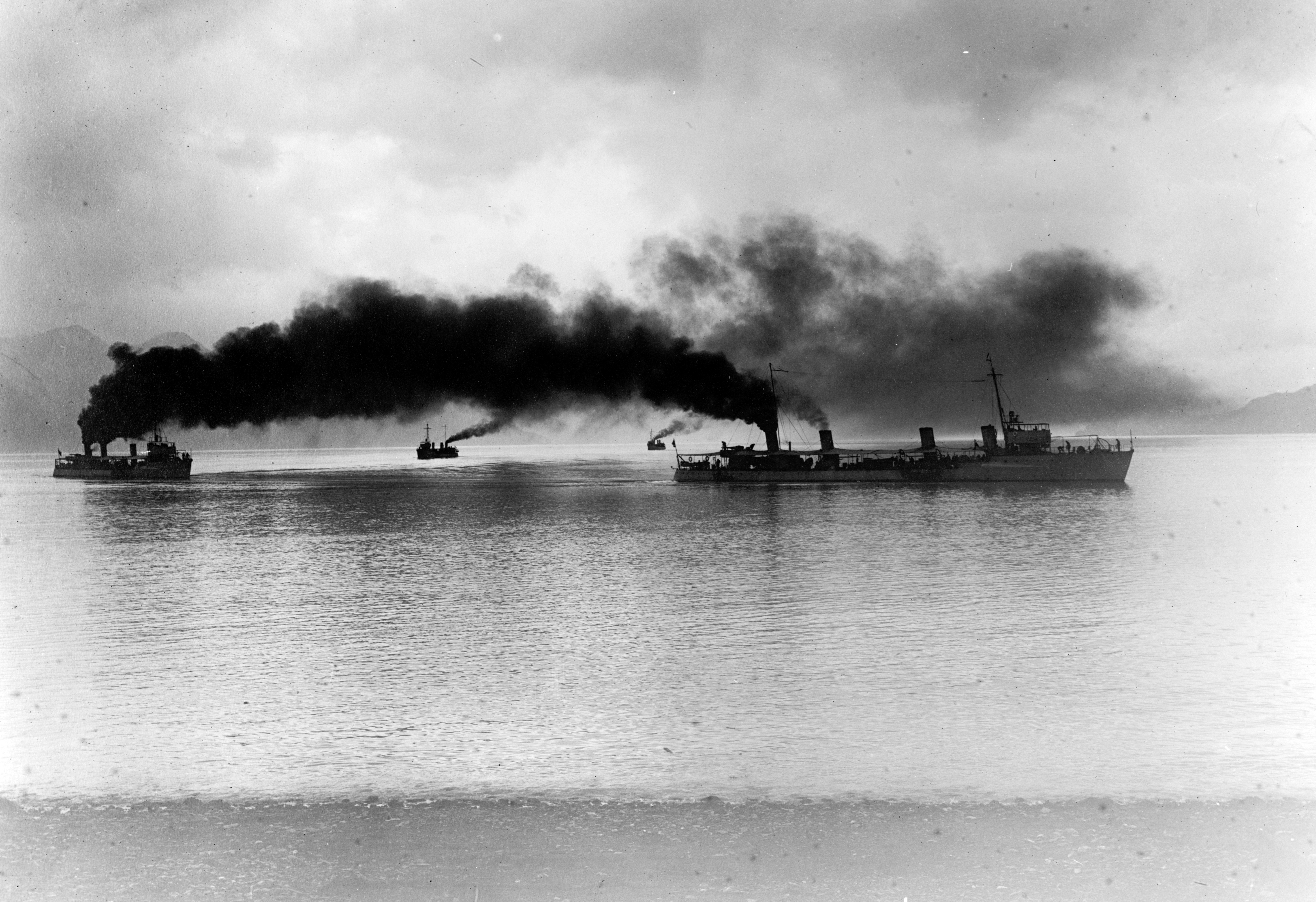
Torpédoborce třídy Bainbridge

Torpédoborce byly vyzbrojeny dvěma 76mm kanóny Mk.III/V/VI v jednohlavňových postaveních, pěti 57mm (šestiliberními) kanóny Driggs-Schroeder Mk.II/III a dvěma 450mm torpédomety. Na palubě byla dvě rezervní torpéda pro druhou salvu. Pohonný systém tvořily dva parní stroje s trojnásobnou expanzí (VTE) a čtyři kotle Thornycroft (pouze DD-13 měl kotle Seabury), pohánějící dva Lodní šrouby. Výkon pohonného systému byl 8000 hp. Nejvyšší rychlost dosahovala 29 uzlů. Dosah byl 2700 námořních mil při rychlosti 8 uzlů.

## Služba
Torpédoborce třídy Bainbridge se ve službě osvědčily, vývoj prvních torpédoborců však byl rychlý, a proto rychle zastarala. Následující třídy torpédoborců byly stále větší a výkonnější. Torpédoborce byly ve službě za první světové války. Roku 1916 byly přeznačeny na pobřežní torpédovky (Coast torpedo vessels). Jeden se roku 1917 potopil po srážce s obchodní lodí. Zbylé byly roku 1919 vyřazeny a v následujícím roce prodány k sešrotování.